# Komkommer in 't zuur
Komkommer in 't zuur is het 146ste stripverhaal van Jommeke. De reeks wordt getekend door striptekenaar Jef Nys.

## Verhaal
De fantasie van Filiberke kent geen grenzen. Hij speelt deze keer komkommer in het zuur. Met zijn vrienden bedelt hij van deur tot deur om zich te laten verkopen als komkommer. Toevallig bellen ze aan bij een komkommerdeskundige, Evarist Selders genaamd. Deze man toont met grote trots zijn verzameling komkommers. Spijtig genoeg is zijn meest dierbare exemplaar recent gestolen. Volgens de man is die komkommer gestolen omdat het een of ander geheim bevat. Jommeke en zijn vrienden gaan samen met de deskundige de unieke komkommer opsporen.
De vrienden reizen naar Egypte. Daar krijgen ze een dreigbrief en later wordt Filiberke ontvoerd. Gelukkig kan Flip, Filiberke en een gids terug bevrijden. De gids vertelt de vrienden dat het geheim zich ergens in een graf moet bevinden. Intussen zijn de komkommerdieven ook op weg naar het graf, maar worden door woestijnrovers tegengehouden, en moeten al hun goederen afgeven, ook de unieke komkommer. Door een slim plannetje kunnen Jommeke en zijn vrienden de komkommer terug bemachtigen. Als ze bij het graf zijn aangekomen, haalt de komkommerdeskundige een speciale ring uit de komkommer. Deze ring is de sleutel van de grafkamer. Ze vinden in de grafkamer een schat van grote waarde.
Tot slot geeft de overheid van Egypte iedereen een grote onderscheiding. Wat Filiberke betreft, die speelt later gewoon weer Komkommer in 't zuur.

## Achtergronden bij het verhaal
- In het verhaal is er een korte historische les betreffende Howard Carter en Toetanchamon.